# 三菱Lancer Celeste
三菱Lancer Celeste（日语：三菱・ランサーセレステ）乃日本三菱汽車在1975年至1982年間製造發售的雙門掀背式轎跑車，通常簡稱成「三菱Celeste」。關於車名的由來，「Celeste」在拉丁語中表示藍天之意。此一車款在不同的市場換牌成不同的廠牌車名：普利茅斯Arrow（美國）、道奇Arrow（加拿大）、道奇Lancer Celeste（薩爾瓦多）、克萊斯勒Lancer Hatchback（澳洲）等。

## 概要與歷史
1975年 - 2月以三菱Galant Coupe FTO後繼車款之姿正式問世，從車名可以看出該車款定位成Lancer的雙門掀背式轎跑車。可是另外有一種說法是原先打算純粹以「三菱Celeste」之名推出，但受到第一次石油危機的影響，有關當局不同意原廠推出新車款，遂以「Lancer的衍生車款」之名發售。由於車身塗裝主打與車名相符的藍色或亮黃色，當時在年輕族群之間造成轟動，動力心臟來自1.4L直列四缸OHV 4G12/G12B型或1.6L直列四缸SOHC 4G32/G32B型等二具引擎，依配備多寡區分成六種車型。
1976年 - 11月實施小改款，1.6L引擎採用靜默軸技術，尾燈從倒L型改成一字型，變更進氣壩及C柱飾板之造型。新設1600GT車型，配備與1600GSR車型相同，但前後裝設5英里保險桿。
1977年 - 11月第二度實施小改款，車頭大燈從圓形改成方形，保險桿造型大幅度改變，引擎改採MCA-JET技術。
1979年 - 6月追加一具2.0L直列四缸SOHC 4G52/G52B型引擎。
1981年 - 3月正式停產，直到1982年銷售結束為止，總共售出306,551輛，後繼車款則為三菱Cordia。

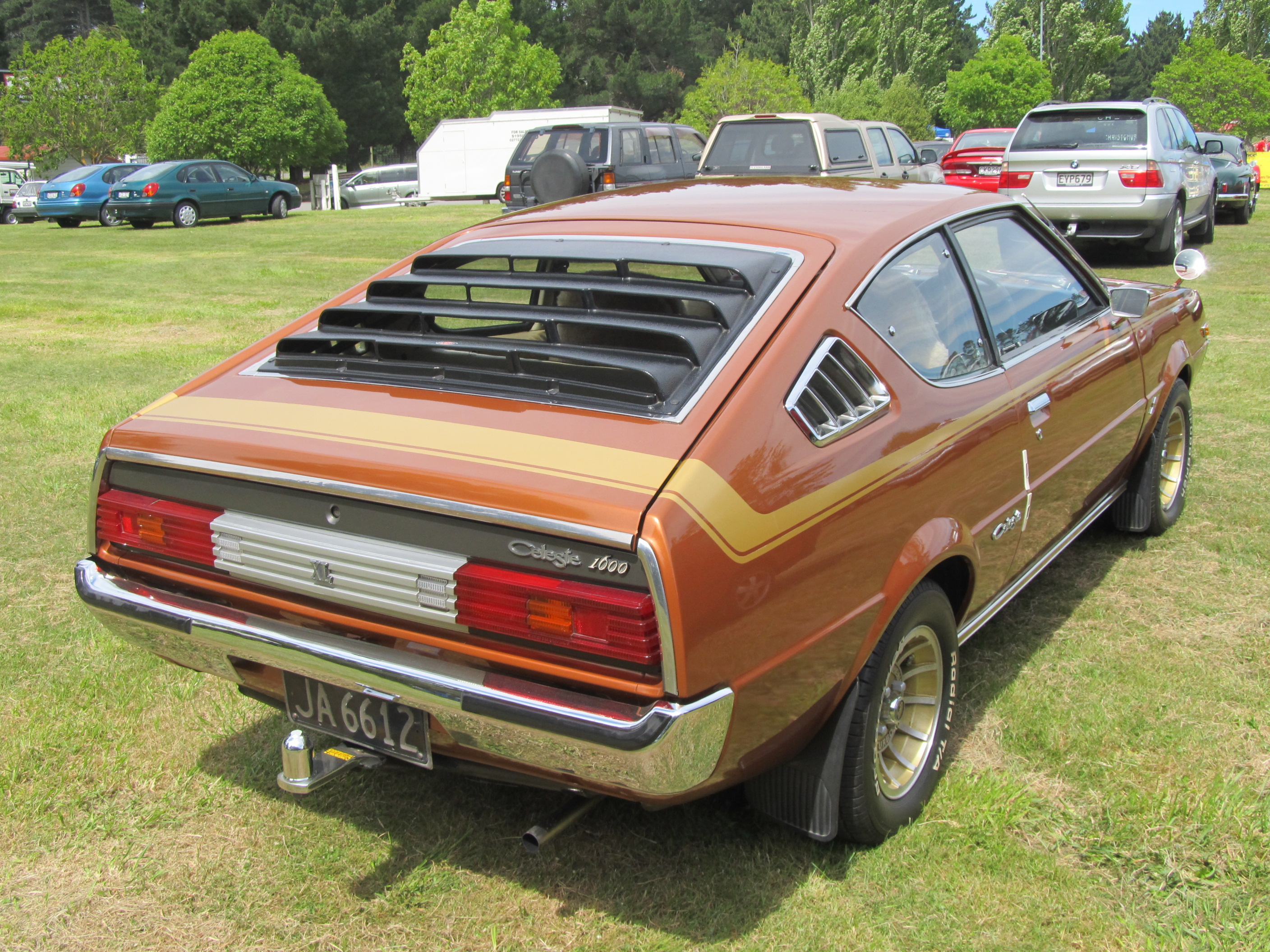
中期型車尾
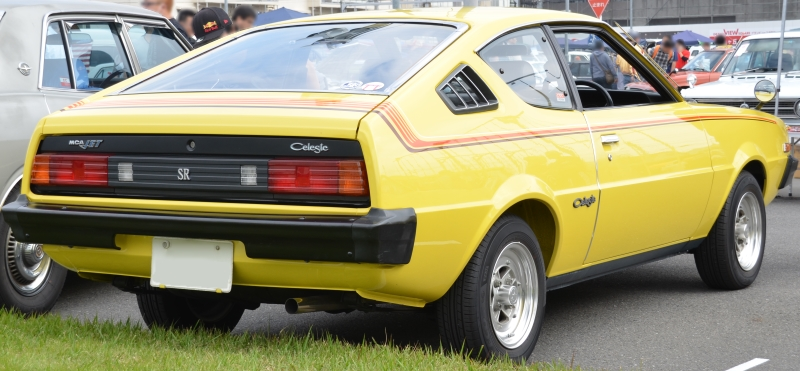
後期型車尾
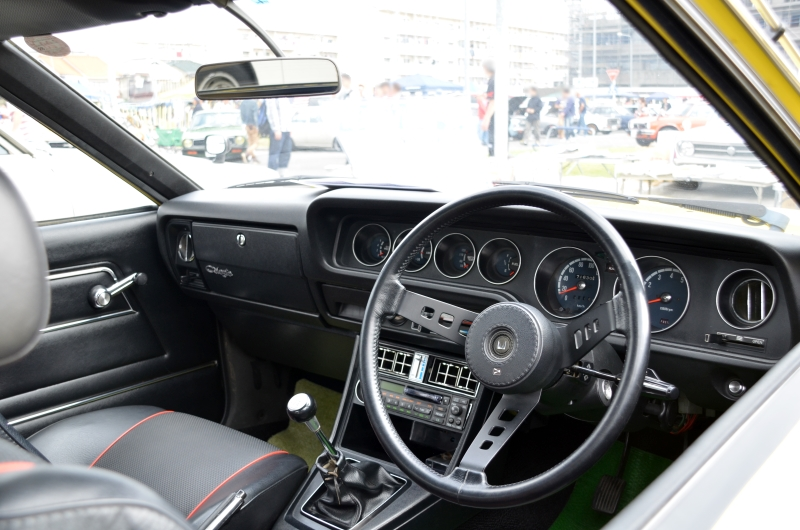
內裝
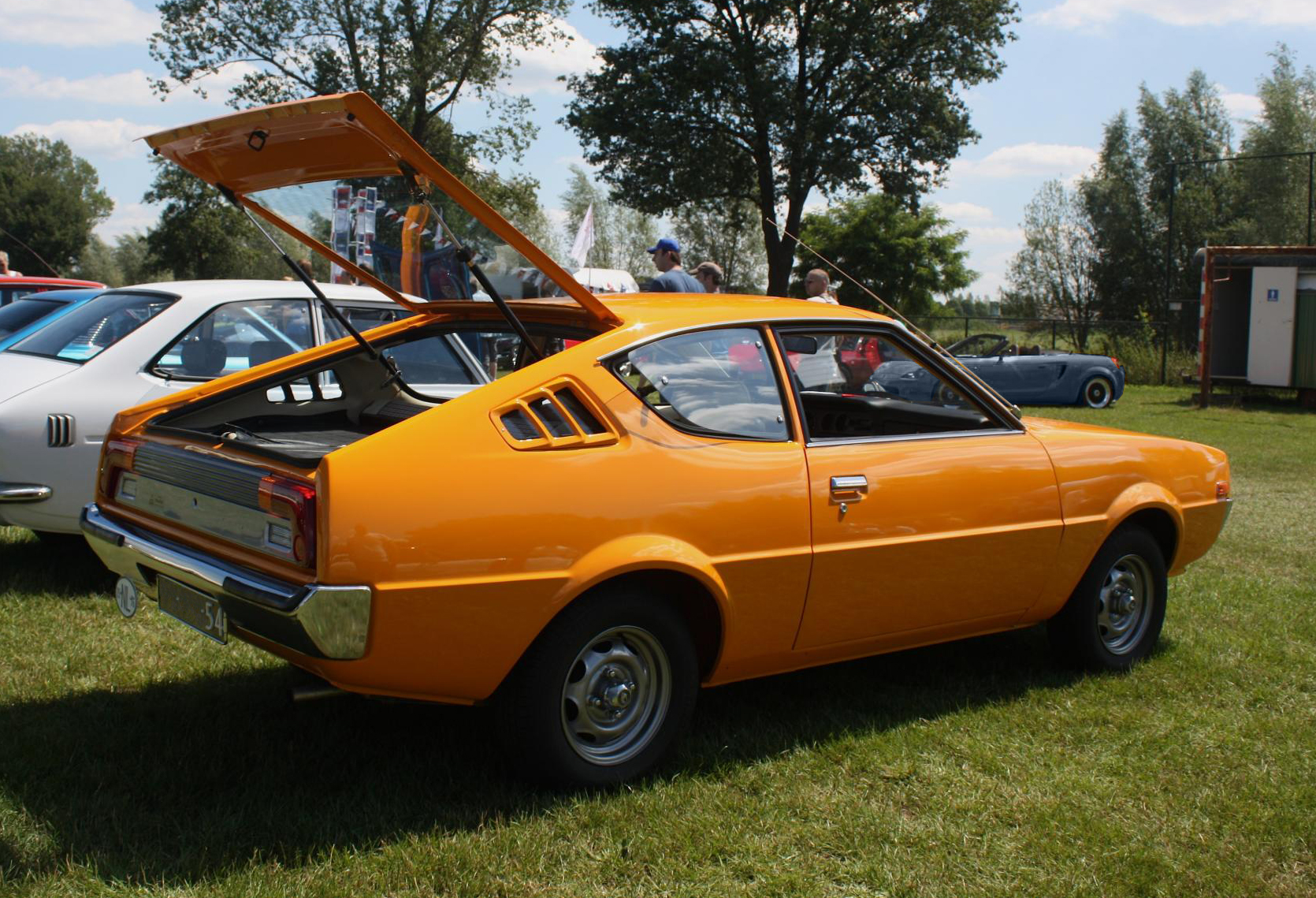
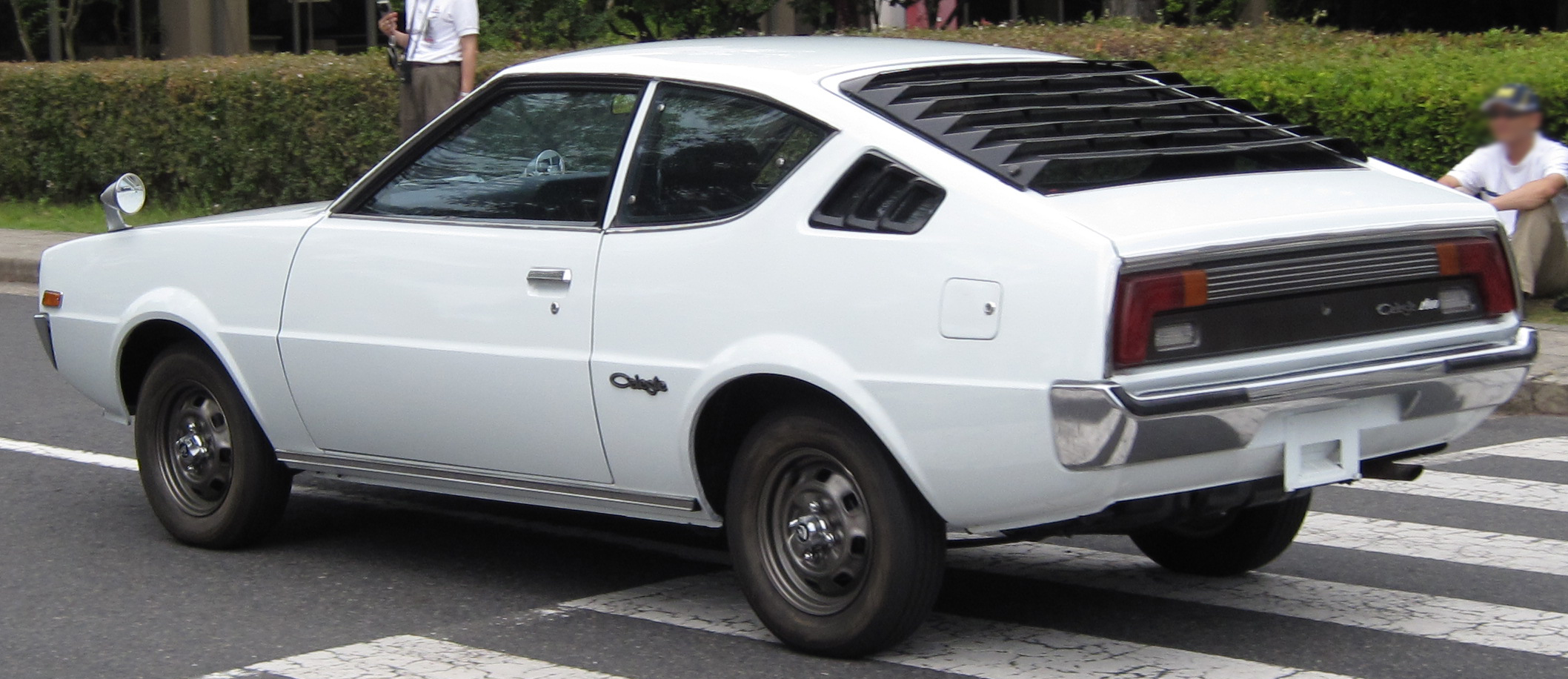

## 外部連結
- （日語）Webモーターマガジン：【昭和の名車 56】三菱 ランサー・セレステ 1600GSR：昭和50年（1975年） （页面存档备份，存于）